# Donas de Casa Desesperadas (telessérie brasileira)
Donas de Casa Deseperadas é uma série de televisão brasileira co-produzida pela ABC Studios e pela Pol-ka Producciones e, posteriormente, vendida inteiramente gravada para a RedeTV!, que exibiu entre 15 de agosto de 2007 e 16 de janeiro de 2008, em 23 episódios. É uma versão do seriado estadunidense Desperate Housewives, exibido entre 2004 e 2012 pela ABC e adaptada em sete países como uma franquia. Adaptada por Marcelo Santiago, com direção de Sebastián Pivotto, Martín Desalvo e Marcelo Santiago e direção geral de Fábio Barreto. Em 2017 a RedeTV! perdeu os direitos da série por falta de pagamento e o produto ficou em mãos da ABC, sem uma distribuidora no Brasil.
Contou com Sônia Braga, Lucélia Santos, Tereza Seiblitz, Viétia Zangrandi, Isadora Ribeiro e Franciely Freduzeski nos papeis principais.

## Produção

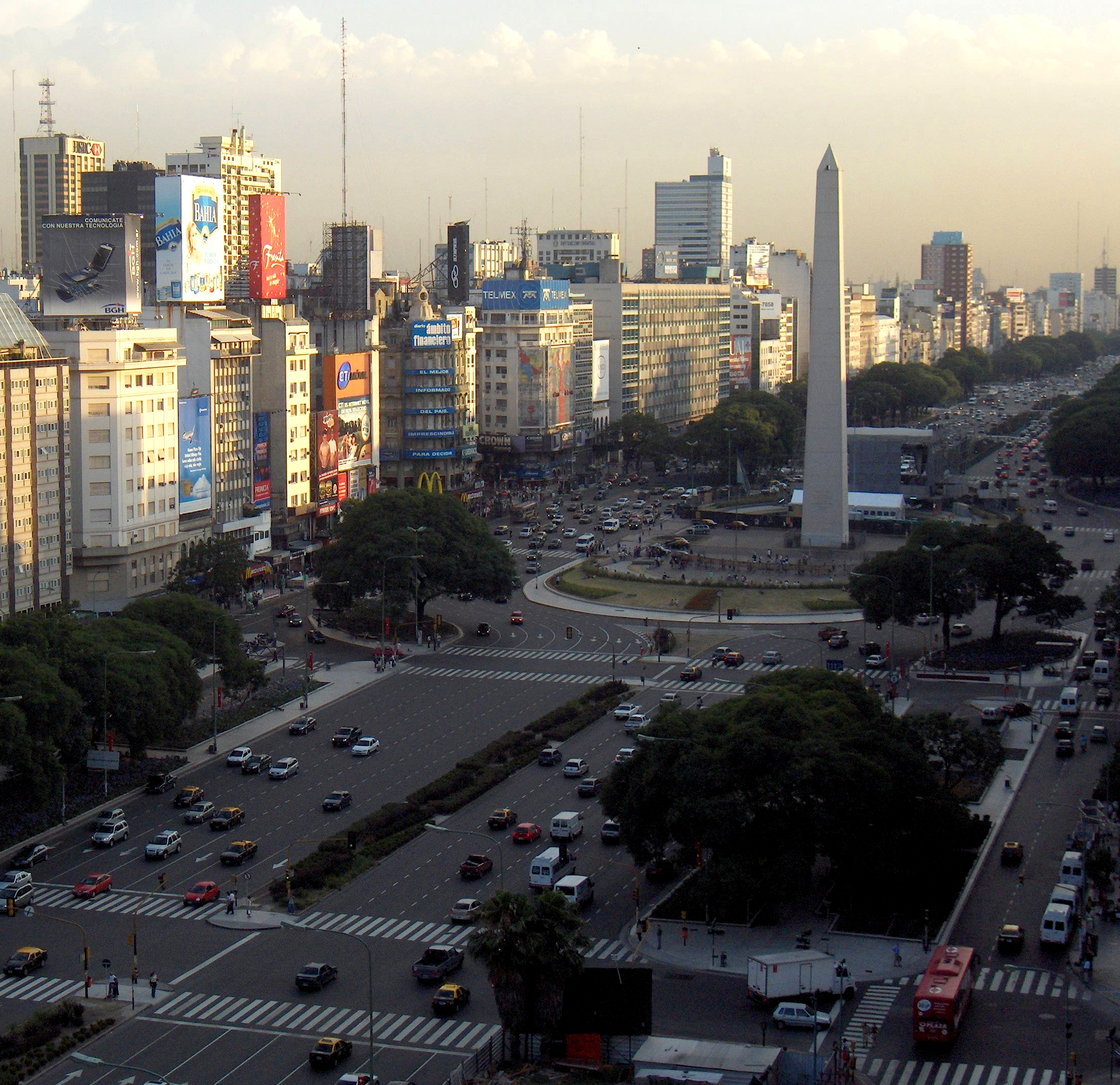
O seriado foi gravado em Buenos Aires, na Argentina.

Em 2006 a ABC investiu em uma versão argentina da série de televisão estadunidense Desperate Housewives, ganhadora de 6 prêmios Emmy e 2 Globos de Ouro. Devido ao grande o sucesso da versão argentina, em 26 de fevereiro de 2007, a The Walt Disney Company anunciou que transformaria a série uma em franquia internacional com mais três versões: Brasil, Colômbia e Equador – as duas últimas acabaram se fundindo com elencos dos dois países. Para isso, a ABC Studios fechou uma parceria com a empresa latina Pol-ka Producciones para produzir as versões brasileira e colombiana no mesmo local que estava sendo rodada a segunda temporada da argentina, um espaço de aproximadamente 45 mil metros quadrados montado no distrito de Pilar, Buenos Aires, no qual as três produções dividiam em dias diferentes.
A própria ABC selecionou os atores brasileiros para a versão e mesclou com alguns atores argentinos que falavam português, contatando especialmente Sônia Braga, que era considerada uma estrela 
brasileira de status internacional pela carreira feita nos Estados Unidos desde a década de 1980. Ao todo foi investido 50 milhões de dólares pela ABC na versão brasileira. Após a gravação da temporada completa, a ABC começou a procurar uma emissora para comprar e exibir no Brasil, despertando o interesse do Grupo Globo para GNT ou Multishow, além de RecordTV e Band, mas decidindo vender para a RedeTV!, que já exibia a original Desperate Housewives e pagou 5 milhões de dólares. A decisão foi amplamente criticada pela imprensa brasileira, que notou que a RedeTV! não traria a mesma visibilidade e status quanto suas concorrentes na disputa, tanto por ser uma emissora de baixa audiência, quanto pela ausência de dramaturgia nacional nela.

### Elenco
A personagem de Lucélia Santos (Suzana) equivale à personagem de Teri Hatcher na versão original da série (Susan). Assim como Elisa (Viétia Zangrandi) equivale a Bree (Marcia Cross), Lígia (Tereza Seiblitz) equivale a Lynette (Felicity Huffman) e Gabriela (Franciely Freduzeski) equivale a Gabrielle (Eva Longoria).

## Enredo
No perfeito bairro de Arvoredo todos parecem felizes e realizados, vivendo uma vida de falsa perfeição, até que um dia Alice (Sônia Braga) decide tirar a própria vida com um tiro e deixa todo o local em choque. Porém suas cinco melhores amigas – Suzana (Lucélia Santos), Gabriela (Franciely Freduzeski), Lígia (Teresa Seiblitz), Elisa (Viétia Zangrandi) e Vera (Isadora Ribeiro) – não conseguem seguir em frente normalmente, relembrando constantemente onde erraram e não perceberam que ela estava prestes a chegar no limite. Narrando a história, Alice passa a mostrar o submundo de Arvoredo e mostrar todos os segredos sórdidos escondidos por seus habitantes debaixo do tapete.
Gabriela é uma mulher fogosa que compensa a ausência do marido Carlos (Alexandre Schumacher), sempre focado no trabalho, traindo-o com o jardineiro João (Iran Malfitano). Lígia foi uma brilhante executiva que largou a carreira para ser mãe, tendo quatro filhos na sequência com Thomas (Leon Góes) e vivendo uma vida amargurada tanto por não conseguir domar suas crianças rebeldes, quanto por não ter mais vida fora de casa. Rígida e perfeccionista com os filhos, Elisa tenta manter o ideal de perfeição de Arvoredo mesmo sabendo que o marido, Ricardo (Douglas Simon), tem um caso com Anabela (Débora Kalume). Vera é divorciada duas vezes e, por ser uma bela mulher, é detestada por todas as esposas do condomínio, que temem que ela seduza seus maridos.
Já Suzana é uma ilustradora divorciada que vive em pé-de-guerra com o novo vizinho, Miguel (André Di Mauro), por quem se sente apaixonada, mas renega por ser mais jovem. Ao descobrir alguns segredos do passado de Alice, ela decide investigar as verdadeiras razões que levaram-na a se suicidar, entrando em uma misteriosa teia de segredos que se intensifica quando o viúvo da amiga, Paulo (Paulo Reis), assassina a vizinha fofoqueira Marta (Vera Gimenez) por saber demais.

## Episódios
| Temporada | Temporada | Episódios | Exibição original    | Exibição original     |
| Temporada | Temporada | Episódios | Estreia de temporada | Final de temporada    |
| --------- | --------- | --------- | -------------------- | --------------------- |
|           | 1         | 23        | 15 de agosto de 2007 | 16 de janeiro de 2008 |

## Elenco
| Ator/Atriz           | Personagem        |
| -------------------- | ----------------- |
| Sônia Braga          | Alice Monteiro    |
| Lucélia Santos       | Suzana Mayer      |
| Teresa Seiblitz      | Lígia Salgado     |
| Viétia Zangrandi     | Elisa Fernandes   |
| Isadora Ribeiro      | Vera Marques      |
| Franciely Freduzeski | Gabriela Solis    |
| André Di Mauro       | Miguel            |
| Iran Malfitano       | João Dias         |
| Alexandre Schumacher | Carlos Solis      |
| Leon Góes            | Thomas Salgado    |
| Douglas Simon        | Ricardo Fernandes |
| Vera Gimenez         | Marta Ramos       |
| Paulo Reis           | Paulo Monteiro    |
| Débora Kalume        | Anabela           |
| Julieta Calvo        | Júlia Mayer       |
| Pedro Merlo          | Renê Monteiro     |
| Esteban Lamarque     | André Fernandes   |
| Débora Cuenca        | Fabiana Fernandes |
| Lúcio Leon           | Lúcio Salgado     |
| Lucas Leon           | Lucas Salgado     |
| Léo Leon             | Léo Salgado       |
| Gabriela Leon        | Helena Salgado    |

### Participações especiais
| Ator/Atriz         | Personagem      |
| ------------------ | --------------- |
| Nacho Gadano       | Guilherme Mayer |
| Maria Roza Fugazot | Alzira Solis    |
| Patrícia Rozas     | Felícia Ramos   |

### Personagens
- Suzana Mayer: uma divorciada de quarenta e poucos anos que vive com Júlia, sua filha de 14 anos, e está a procura de um novo amor. Suzana é ilustradora de livros infantis e trabalha a maioria dos dias em casa, em Arvoredo. Ela e sua precoce filha contam tudo uma para outra e às vezes é difícil distinguir quem é a mãe e quem é a filha. O jeito desajeitado de ser de Suzana já a colocou em algumas enrascadas. E infelizmente todo o seu charme acabou atraindo problemas, incluindo seu misterioso vizinho Paulo Monteiro e a morte de sua amiga Alice.
- Lígia Salgado: Ela já foi conhecida por sua brilhante carreira. No trabalho, conseguia executar qualquer tarefa, mas esses dias terminaram quando ela e seu marido, Thomas, decidiram ter filhos. Ela largou o mundo dos negócios e em seis anos teve quatro filhos (Helena, Lúcio, Lucas e Léo). Em pouco tempo ela ganhou a fama de mãe das crianças mais incontroláveis já conhecidas. Os seus esforços em educar suas crianças e dar conta dos afazeres domésticos acabaram deixando-a esgotada, fazendo com que Lígia precisasse da ajuda de suas amigas de Arvoredo. Sua mania de se meter na vida das pessoas, mesmo que pensando no bem delas, acaba trazendo ainda mais problemas.
- Gabriela Solis: a mais jovem das donas de casa de Arvoredo, passou sua juventude lutando para sair de uma situação desesperadora para virar uma glamourosa modelo de passarela em Nova Iorque, aonde conheceu seu marido, Carlos. Ela deixou sua vida agitada e se casou, sabendo que ele seria capaz de dar tudo o que ela quisesse. Mas foi só após se mudar para o bairro que Gabriela percebeu que tinha desejado todas as coisas erradas. Como Carlos passava muitos dias em seu escritório, Gabriela logo ficou entendiada com sua nova vida e começou a ter um caso com seu belo jardineiro, João.
- Elisa Fernandes: uma rígida e perfeccionista obsessiva dona-de-casa. Sua forte determinação e comportamento autoritário têm causado tensão em seu casamento e vida familiar. Ela se esforça para controlar seu filho rebelde, André, e luta para dar à sua filha, Fabiana, uma visão correta sobre a vida.
- Vera Marques: Divorciada duas vezes, é a mulher mais falada de Arvoredo, mesmo com todo o seu charme ela não entende realmente o porquê. Muito esforçada e auto-suficiente, Vera sempre corre atrás do que quer, ela é mal compreendida pelas mulheres da vizinhança, que a vêem como uma ameaça constante.
- Alice Monteiro: a narradora, uma dona-de-casa que se suicida no 1º episódio. Alice deixou para trás um quebra-cabeças que envolve o seu marido Paulo Monteiro, o seu filho Renê, e um misterioso baú de brinquedos. A série segue o mistério pelo qual Alice Monteiro tirou a sua própria vida.

## Audiência
A estreia da série marcou 5,1 pontos com picos de 6,4, deixando a RedeTV! em terceiro lugar na audiência atrás apenas da Rede Globo e da RecordTV, sendo considerados números acima do esperado, que eram de 3 pontos. Durante sua exibição, a série manteve uma média de 3 à 5 pontos.